# Podhalí
Podhalí (polsky Podhale) je národopisná oblast v jižním Polsku, ohraničená na jihu Vysokými Tatrami a na severu pohořím Gorce, na západě sousedí s Oravou a na východě s polskou Spiší. Dělí se na Skalne Podhale na jihu a Niżne Podhale na severu. Největším městem je Nowy Targ, dalšími významnými sídly jsou Zakopane, Szaflary a Poronin. Oblast Podhalí patří k Nowotarské kotlině, protéká jí řeka Dunajec.
Název pochází z výrazu hala, označujícím v polštině horskou pastvinu. Osidlování oblasti začalo v roce 1234, kdy cisterciácký řád založil vesnici Ludźmierz, od čtrnáctého do sedmnáctého století zde probíhala valašská kolonizace.
Udržel se původní dialekt nazývaný gwara podhalańska, který patří mezi goralská nářečí a svým dílem ho zpopularizoval spisovatel Kazimierz Przerwa-Tetmajer. Zdejší materiální kultura je spojena se způsobem života založeném na pastevectví a těžbě dřeva, patří k ní svérázný kroj, kulinářské speciality jako oštiepok a brynza i dřevěná architektura, kterou se inspiroval Stanisław Witkiewicz, když projektoval moderní výstavbu v Zakopaném. Kostel archanděla Michaela ve vesnici Dębno patří mezi dřevěné kostely v jižním Malopolsku, které jsou zapsány na seznam světového dědictví UNESCO. Od devatenáctého století je Podhalí vyhledávanou rekreační oblastí: nachází se zde Tatranský národní park a množství lyžařských středisek a termálních lázní.

## Galerie

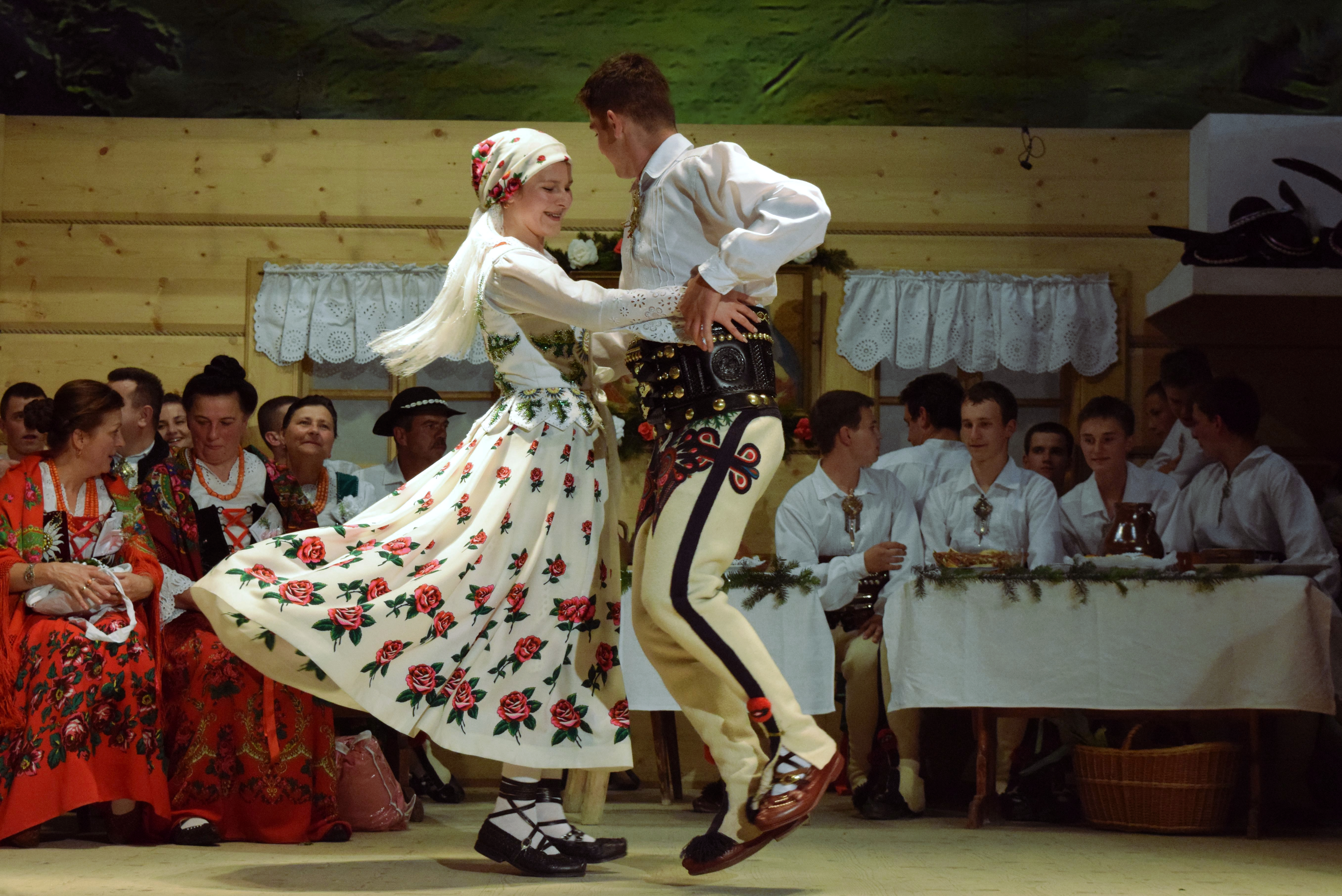
Krojovaný svatební tanec
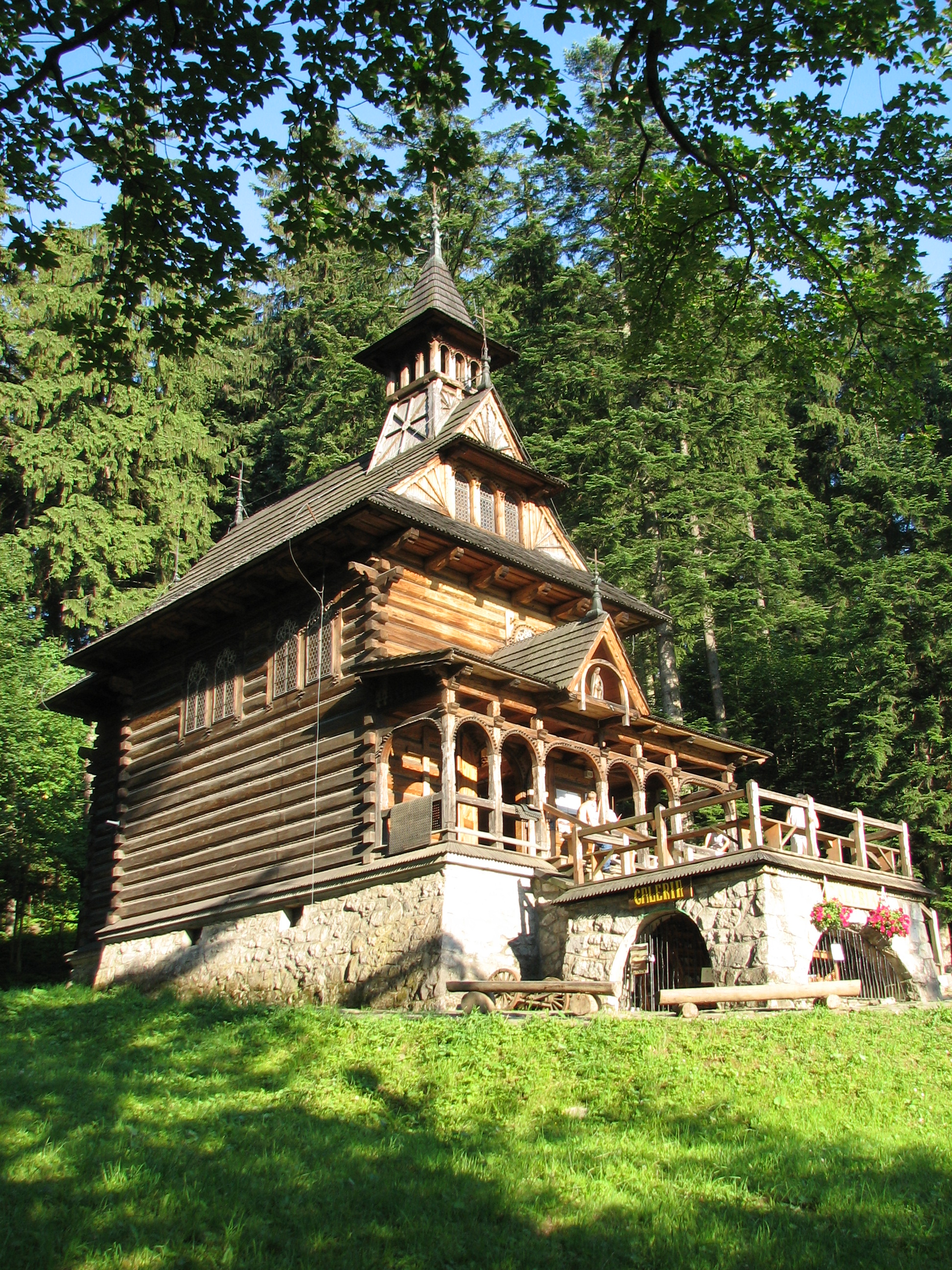
Dřevěná kaple
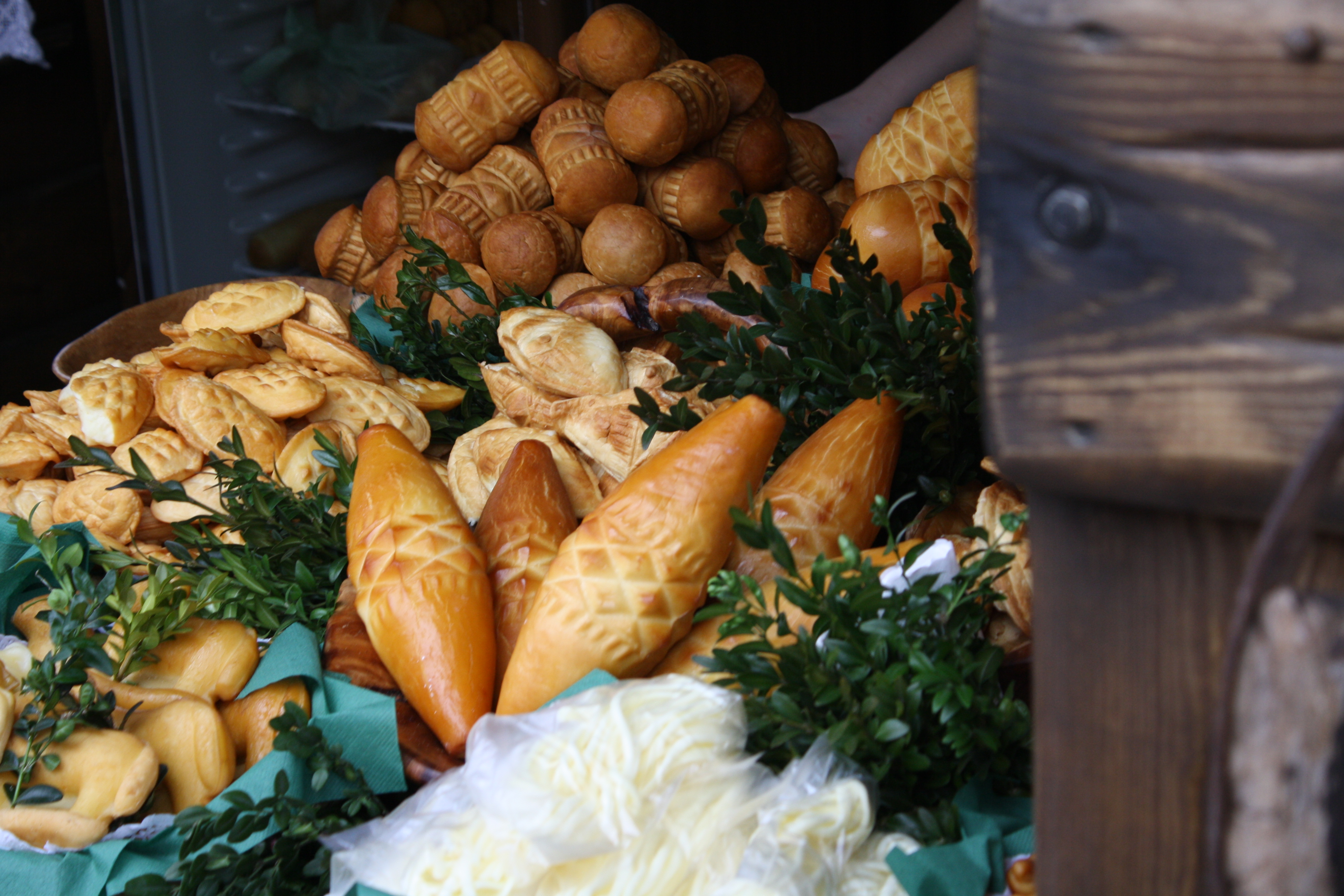
Sýry z Podhalí